# Altamont (Missouri)
Pour les articles homonymes, voir Altamont (homonymie).
Altamont est un village du comté de Daviess, dans le Missouri, aux États-Unis,. Situé au sud-ouest du comté, il est fondé vers 1890 et incorporé en 1896.

## Démographie
Lors du recensement de 2010, le village comptait une population de 204 habitants. Elle est estimée, en 2017, à 203 habitants.

## Source de la traduction
- (en) Cet article est partiellement ou en totalité issu de l’article de Wikipédia en anglais intitulé « Altamont, Missouri » (voir la liste des auteurs).